# شبيه معاليه؟ (مسلسل)
شبيه معاليه؟ سلسلة كوميدية تونسية ضمت خمسة عشر حلقة، عُرضت في النصف الثاني من شهر رمضان سنة 2016 على قناة الزيتونة، وهي من تأليف بلقاسم البريكي وإخراج المنجي الفرحاني.

## القصة
تروي السلسلة قصة الزاهي، الموظف الذي يفوز بالانتخابات، فيقع تعيينه على رأس وزارة الثقافة ليصبح «معالي الوزير». يكتشف الزاهي عديد التجاوزات والخروقات داخل الوزارة، فيحاول الإصلاح منها في جملة من المواقف الهزلية، مثل أخذ الموظفين للعطل دون تبرير قانوني، وأيضًا سرقة المال العام، والوساطات من أجل الأقارب والأصدقاء لمساعدتهم في قضاء شؤونهم.

## الشخصيات
- شوقي بوقلية: «الزاهي» وزير الثقافة
- أميرة بن علي: «سعدية» زوجة الزاهي
- بلقيس مصباح: «سارة» ابنة الزاهي وسعدية
- بلقاسم البريكي: «لزهر» شقيق الزاهي
- الجمعي العماري: «سالم» عامل عند الزاهي
- عبد السلام البوزيدي: «سامي» عامل عند الزاهي
- لزهر الفرحاني: «كمال» عامل عند الزاهي